# Slovenia International 2009
Die Slovenia International 2009 im Badminton fanden vom 14. bis zum 17. Mai 2009 in Lendava statt.

## Sieger und Platzierte
| Disziplin    | Gold                                   | Silber                           | Bronze                               |
| ------------ | -------------------------------------- | -------------------------------- | ------------------------------------ |
| Herreneinzel | Harry Wright                           | Kristian Midtgaard               | Tomáš Kopřiva                        |
| Herreneinzel | Harry Wright                           | Kristian Midtgaard               | Jeppe Lund                           |
| Dameneinzel  | Maja Tvrdy                             | Lianne Tan                       | Andrea Žvorc                         |
| Dameneinzel  | Maja Tvrdy                             | Lianne Tan                       | Rachel Howard                        |
| Herrendoppel | Jürgen Koch Peter Zauner               | Daniel Graßmück Roman Zirnwald   | Maurice Niesner Till Zander          |
| Herrendoppel | Jürgen Koch Peter Zauner               | Daniel Graßmück Roman Zirnwald   | Zvonimir Hölbling Zvonimir Đurkinjak |
| Damendoppel  | Johanna Goliszewski Claudia Vogelgsang | Lotte Bonde Louise Grimm Hansen  | Tina Kodrič Urška Polc               |
| Damendoppel  | Johanna Goliszewski Claudia Vogelgsang | Lotte Bonde Louise Grimm Hansen  | Caroline Harvey Carissa Turner       |
| Mixed        | Peter Zauner Simone Prutsch            | Martin Kragh Louise Grimm Hansen | Richard Vaughan Sarah Thomas         |
| Mixed        | Peter Zauner Simone Prutsch            | Martin Kragh Louise Grimm Hansen | Iztok Utroša Maja Tvrdy              |